# Acropora microphthalma
Acropora microphthalma là một loài san hô trong họ Acroporidae. Loài này được Verrill mô tả khoa học năm 1859.